# Jukka Poika
Jukka Poika (* 1980 in Haukipudas; eigentlich Jukka Rousu) ist ein finnischer Reggaesänger.

## Biografie
Bis 2002 war Poika Sänger der Soul Captain Band, mit der er 2001 auch in den finnischen Charts war. Danach beschloss er, sich anderen Projekten zu widmen. Er veröffentlichte unter Namen wie Kapteeni Ä-ni, Kompostikopla und Jenkkarekka und arbeitete dabei unter anderem mit den alten Bandkollegen Antti Hakala, Joakim Bachmann, Seppo Salmi und Tommi Tikkanen zusammen.
Das erste richtige Soloalbum von Jukka Poika erschien 2007. Mit Äänipää brachte er es bis in die Top 10 der finnischen Charts. Das Album Kylmästä lämpimään brachte ihn drei Jahre später schon bis auf Platz 2 der Charts und mit Mielihyvää hatte er seinen ersten Singlehit. Der ganz große Erfolg kam 2011 mit dem Lied Silkkii. Mit sechs Wochen auf Platz 1 war es eines der erfolgreichsten Stücke des Jahres in Finnland. Bei der Emma-Verleihung, dem wichtigsten finnischen Musikpreis, wurde es als Lied des Jahres 2011 ausgezeichnet, Poika bekam eine weitere Trophäe als bester Live-Künstler.
Sein nächstes Album Yhdestä puusta erschien im März 2012 und stieg auf Platz 1 der Albumcharts ein.

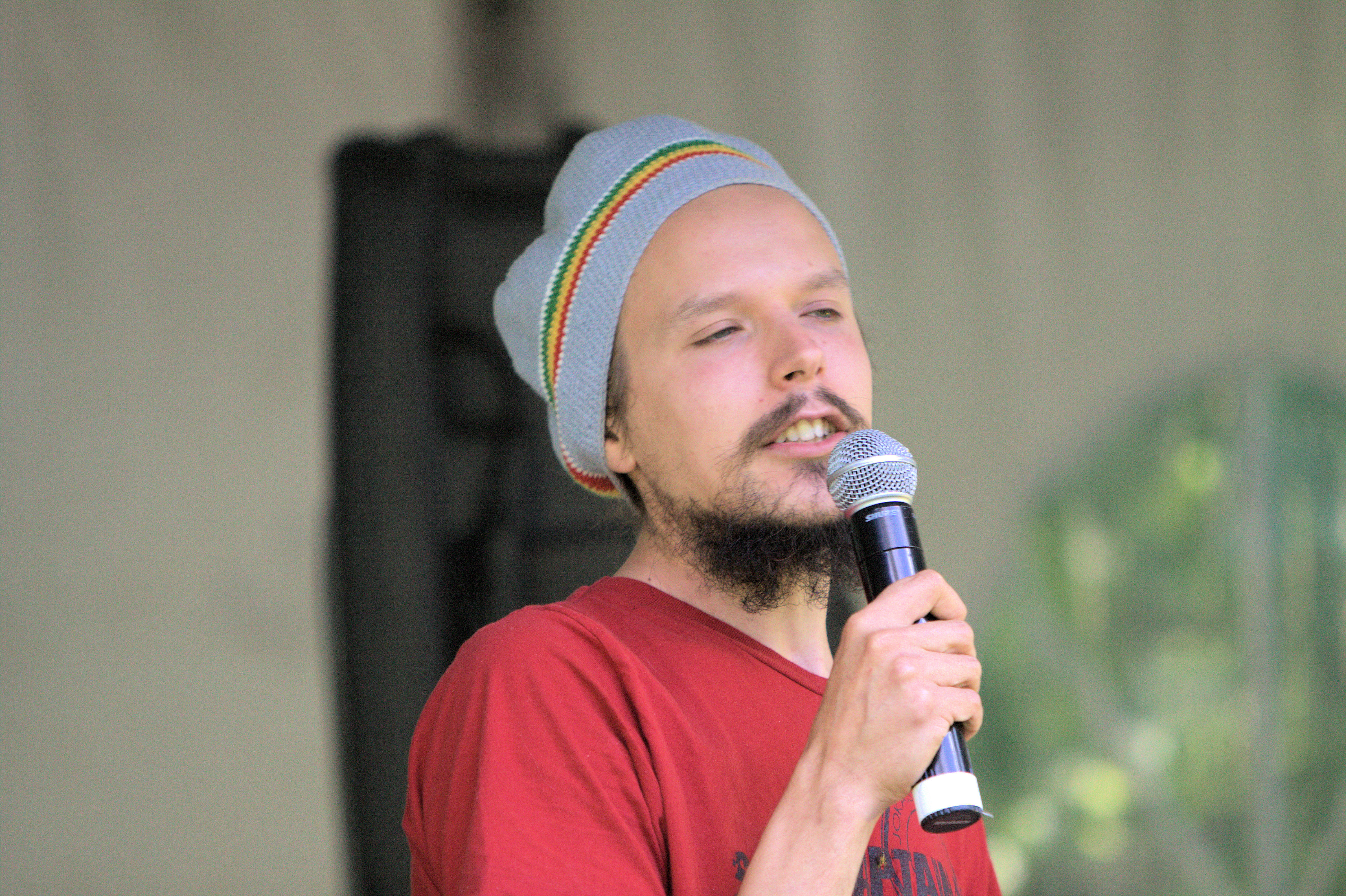
Auftritt 2009
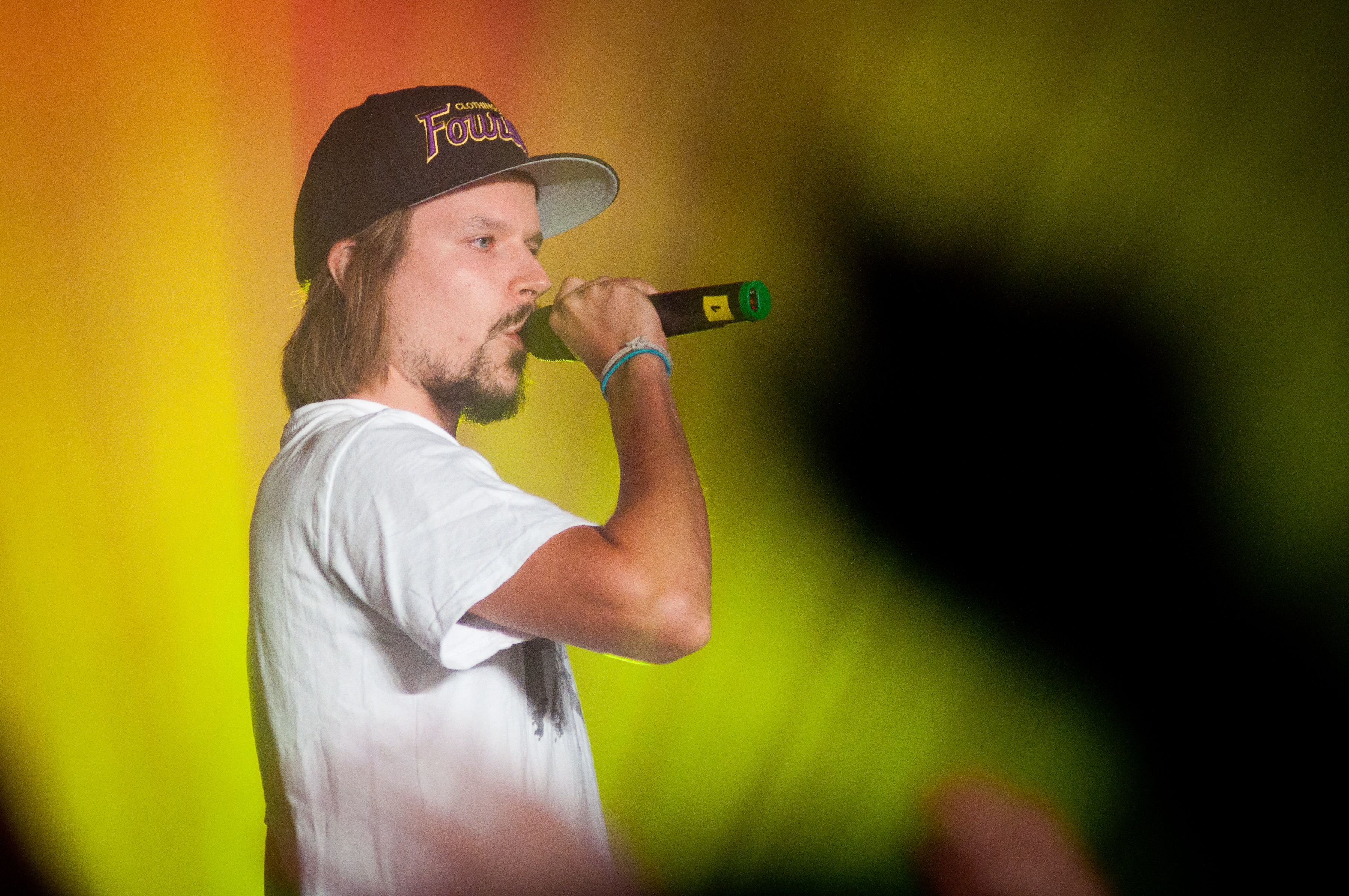
Auftritt in Lappeenranta, 2011
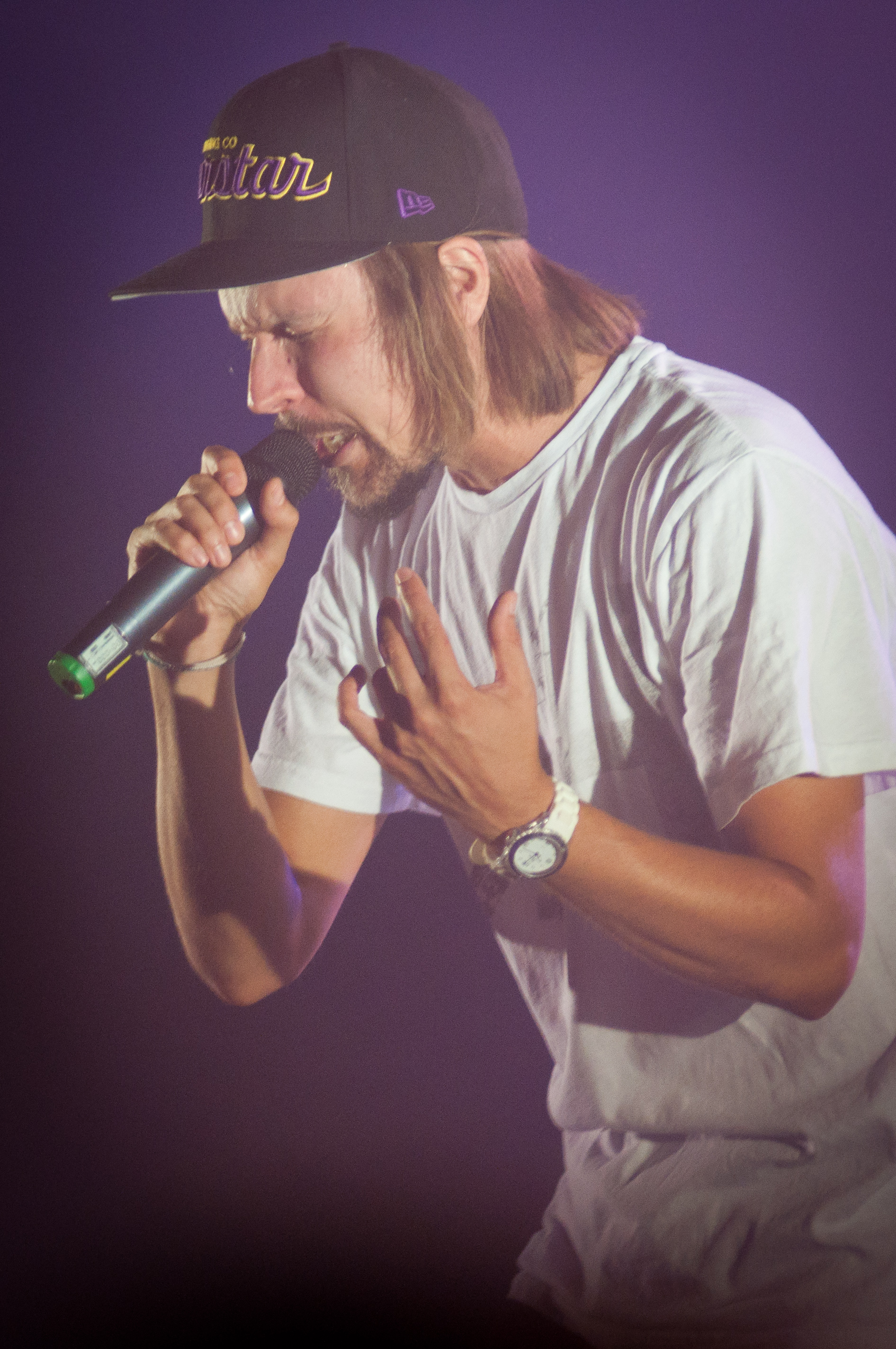

## Diskografie
Alben
- Parhaat (Kapteeni Ä-ni, 2002)
- Jukka Poika & Kompostikopla (2003)
- Vapautunut viihdyttäjä (Jukka Poika & Jenkkarekka, 2004)
- Apajilla (Jukka Poika & Jenkkarekka, 2006)

Solo
- Äänipää (2007)
- Laulajan testamentti (2008)
- Kylmästä lämpimään (2010)
- Yhdestä puusta (2012)
- Kokoelma (2013)
- Elämäntyyli (2015)

Lieder (solo)
- Ei kilpailuu (2004)
- Matalaenergiamies (2008)
- Mielihyvää (2010)
- Ikirouta (2010)
- Kylmästä lämpimään (2011)
- Silkkii (2011)
- Älä tyri nyt (2012)